# Jorge Viana
Pour les articles homonymes, voir Viana.
Jorge Ney Viana Macedo Neves (Rio Branco, 20 septembre 1959) est un homme politique brésilien membre du Parti des Travailleurs, maire de Rio Branco (1993-1997), gouverneur de l'État de l'Acre (1999-2007) et sénateur (2011-2019).
Il a été élu gouverneur pour un premier mandat le 3 octobre 1998, au premier tour des élections, avec 58 % des votes, puis réélu 6 octobre 2002, avec 64 % des votes (le meilleur résultats de tous les États brésiliens) pour un mandat qui débute le 1er janvier 2003, et s'achève le 31 décembre 2006. Entre le 5 et le 7 décembre 2016, il remplace par intérim Renan Calheiros à la présidence du Sénat brésilien.
Figure dirigeante de la gauche dans l'Acre, il y inaugura le « gouvernement de la forêt » et donna à l’État son importance à l’échelle du Brésil. La protection de la forêt amazonienne a été élevée au rang de priorité durant cette période : les autorités ont investi dans le tourisme et les industries durables, comme le latex ou la noix, et la déforestation a diminué de 65 % entre 1998 et 2007. Les programmes sociaux développés avec l'aide de l’État fédéral après l'élection de Luiz Inácio Lula da Silva à la présidence (2002) ont significativement amélioré le niveau de vie : au cours de la décennie 2000, le PIB de l’État a triplé, tandis que l’espérance de vie est passée de 66 à 71 ans.